# Aderus goriensis
Aderus goriensis es una especie de coleóptero de la familia Aderidae. Fue descrita científicamente por George Charles Champion en 1925.

## Distribución geográfica
Habita en Kumaon (India).